# Евстигнеев, Дмитрий Николаевич
Дмитрий Николаевич Евстигнеев (род. 2 февраля 1977, Воскресенск, Московская область) — российский хоккеист, нападающий; тренер. Главный тренер тульской «Академии Михайлова».

## Биография
Дмитрий Евстигнеев родился 2 февраля 1977 года в городе Воскресенск Московской области.
Занимался хоккеем с шайбой в воскресенском «Химике».

### Игровая карьера
Играл на позиции нападающего. Дебютный сезон-1997/98 провёл во второй лиге за рязанский «Вятич», набрав в 18 матчах 11 (3+8) очков.
Следующие два года отыграл в первой лиге в составе прокопьевского «Шахтёра» — на его счету 74 матча и 28 (12+16) очков.
В сезоне-2000/01 провёл 5 матчей в высшей лиге за лениногорский «Нефтяник» и 4 матча за «Рязань» во второй лиге, набрав 7 (3+4) очков.
В сезоне-2001/02 выступал в чемпионате Белоруссии, однако провёл в составе «Витебска» только 7 матчей, в который заработал 5 (2+3) очков.
Сезон-2002/03 начал в первой лиге в составе владимирского «Русича-Эксимы» (10 матчей, 1 шайба), но по ходу сезона вернулся в «Рязань», в которой играл до конца карьеры в 2007 году во второй и первой лигах. За этот период провёл в составе рязанцев 130 матчей, набрал 69 (25+44) очков. Был капитаном команды.

### Тренерская карьера
В 2011 году начал тренерскую карьеру. В течение четырёх лет тренировал юношеские команды в московских «Снежных барсах». В 2015—2017 годах работал в МХЛ старшим тренером мытищинского «Атланта», в ВХЛ входил в тренерские штабы «Рязани» (2019/20) и «Тамбова» (2020).
С 2020 года работает в системе тульской «Академии хоккея имени Б. П. Михайлова». Тренировал юношей 2005 года рождения, выступавших в открытом чемпионате Москвы и команду юношей, игравшую в ЮХЛ. С октября 2021 года был главным тренером «Академии Михайлова — Юниор» в НМХЛ, но в январе 2022 года возглавил выступающий в ВХЛ АКМ, а в феврале — играющую в МХЛ «Академию Михайлова». Сезон-2022/23 начал в тренерском штабе АКМ, но в ноябре снова стал главным тренером «Академии Михайлова». С сезона 2023/24 — главный тренер МХК «Рязань-ВДВ».